# Hedwig von Schleswig-Holstein-Gottorf

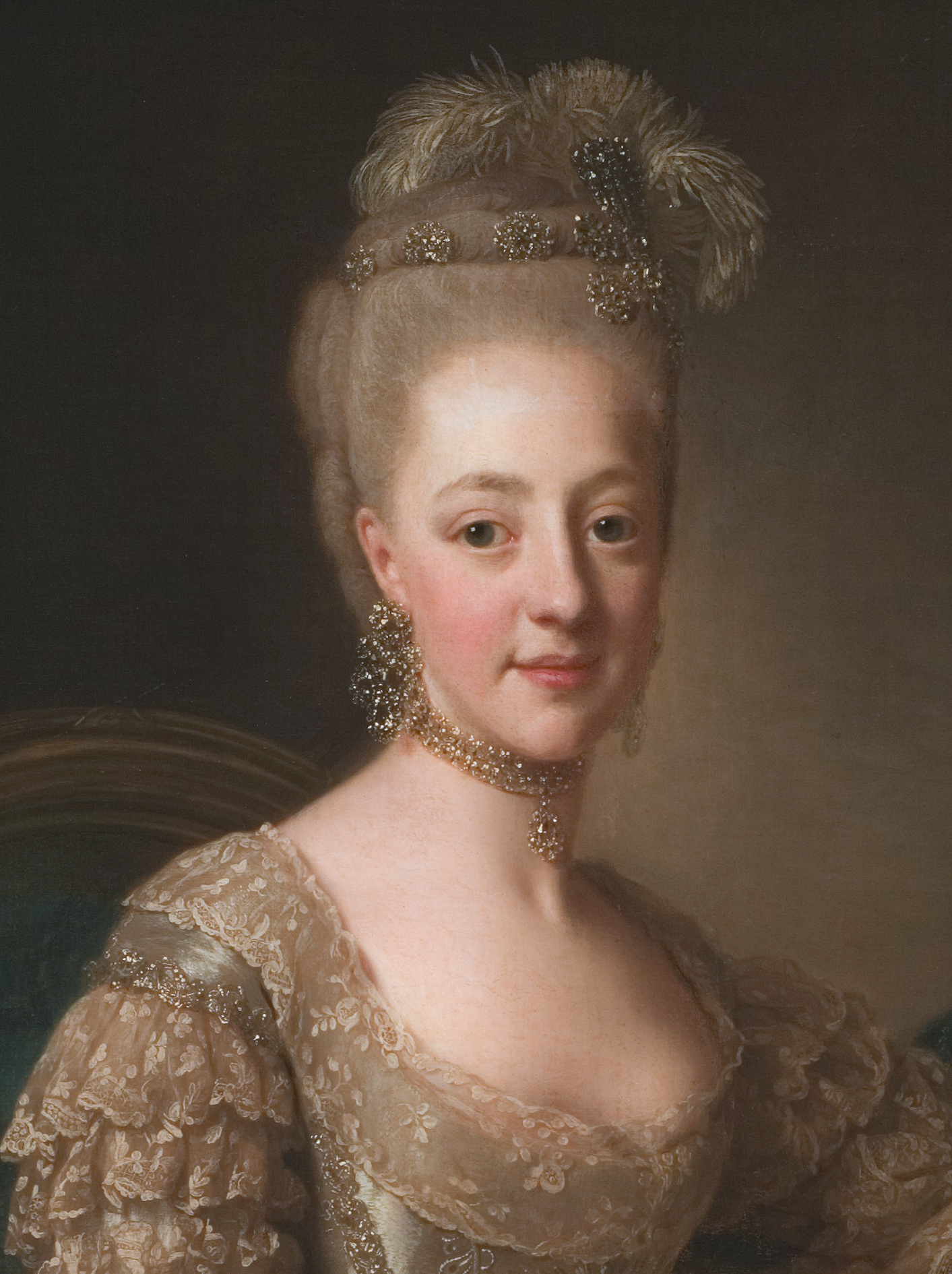
Alexander Roslin: Hedwig von Holstein-Gottorff als Herzogin von Södermanland (1775)

Prinzessin Hedwig Elisabeth Charlotta von Schleswig-Holstein-Gottorf (* 22. März 1759 in Eutin; † 20. Juni 1818 in Stockholm) war ein Mitglied des Hauses Holstein-Gottorp und durch Heirat Königin von Schweden und Norwegen.

## Leben
Hedwig war die Tochter von Friedrich August, Fürstbischof von Lübeck und Herzog von Holstein-Gottorf und Oldenburg, und dessen Frau, der Landgräfin Ulrike Friederike Wilhelmine von Hessen-Kassel. Sie war eine Nichte von König Adolf Friedrich von Schweden sowie eine Cousine von Katharina II. (Katharina der Großen) Zarin von Russland und Peter Friedrich Ludwig, Herzog von Oldenburg.
Hedwig Elisabeth Charlotta wuchs in Eutin auf. 1774 heiratete sie als 15-Jährige ihren Cousin Karl, den Herzog von Södermanland und späteren König Karl XIII. Ihr fröhliches Wesen machte sie am schwedischen Hof schnell beliebt. Die ständige Untreue ihres Mannes nahm Hedwig Elisabeth Charlotta gelassen hin. Die Ehe blieb lange kinderlos; das einzige gemeinsame Kind, der Sohn Karl Adolf, starb 1798 wenige Tage nach seiner Geburt.
Hedwig Elisabeth Charlotta hielt sich als Königin aus der Politik heraus; erst nach der Absetzung Gustav IV. Adolfs setzte sie sich für dessen Sohn ein. Von diesem Zeitpunkt an galt sie als Leitfigur der „Gustavianer“ und stand in einem gespannten Verhältnis zu den Kreisen, die Gustav IV. Adolf zur Abdankung gezwungen hatten.
Sie war eine aufmerksame Beobachterin und unermüdliche Schriftstellerin. Bekannt wurde Hedwig Elisabeth Charlotta durch ihr sogenanntes „Tagebuch“ – bestehend aus 7000 Seiten, die die Zeitspanne von 1775 bis 1817 behandeln. Bis 1800 sind die Aufzeichnungen in Briefform abgefasst (gerichtet an ihre engste Freundin, Sophie von Fersen, später verheiratete Gräfin Piper, Schwester von Axel von Fersen dem Jüngeren). Ab 1800 handelt es sich um Monatszusammenfassungen, die nicht mehr in Briefform gehalten sind. Die Bezeichnung „Tagebuch“ ist also irreführend. Hedwig Elisabeth Charlottas Aufzeichnungen sind eine der wichtigsten Quellen der Kenntnisse des Gustavianischen Zeitalters.